# شيلوم (ماريلند)
شيلوم (بالإنجليزية: Chillum CDP, Maryland)‏ هي منطقة سكنية تقع بولاية ماريلند في الولايات المتحدة. تبلغ مساحتها 8.81 كم2، وترتفع عن سطح البحر 45 م، بلغ عدد سكانها 33,513 نسمة في عام 2010 حسب إحصاء مكتب تعداد الولايات المتحدة وتصل الكثافة السكانية فيها 3,804 نسمة لكل كيلومتر مربع (9,852.3/ميل2).

## التركيبة السكانية
حدّد مكتب تعداد الولايات المتحدة بيانات التركيبة السكانية لشيلوم في تعداد الولايات المتحدة. في ما يلي، التركيبة السكانية حسب تعدادي 2000 و2010.

### تعداد عام 2000
بلغ عدد سكان شيلوم 34,252 نسمة بحسب تعداد عام 2000، وبلغ عدد الأسر 12,080 أسرة وعدد العائلات 7,901 عائلة مقيمة في المنطقة السكنية. في حين سجلت الكثافة السكانية 3,887.9 نسمة لكل كيلومتر مربع (10,069.6/ميل2). وبلغ عدد الوحدات السكنية 12,524 وحدة بمتوسط كثافة قدره 1,421.6 لكل كيلومتر مربع (3,681.9/ميل2).
وتوزع التركيب العرقي للمنطقة السكنية بنسبة 14.34% من البيض و62.68% من الأمريكيين الأفارقة و0.47% من الأمريكيين الأصليين و2.88% من الأمريكيين ذوي الأصول الآسيوية و0.08% من سكان جزر المحيط الهادئ و14.49% من الأعراق الأخرى و5.05% من عرقين مختلطين أو أكثر و23.67% من الهسبانيون أو اللاتينيون من أي عرق.
بلغ عدد الأسر 12,080 أسرة كانت نسبة 39.7% منها لديها أطفال تحت سن الثامنة عشر تعيش معهم، وبلغت نسبة الأزواج القاطنين مع بعضهم البعض 36.6% من أصل المجموع الكلي للأسر، ونسبة 21.1% من الأسر كان لديها معيلات من الإناث دون وجود شريك، بينما كانت نسبة 7.7% من الأسر لديها معيلون من الذكور دون وجود شريكة وكانت نسبة 34.6% من غير العائلات. تألفت نسبة 26.8% من أصل جميع الأسر من عدة أفراد يعيشون في نفس المنزل ونسبة 7.7% كانت تتألف من شخص يعيش بمفرده يبلغ من العمر 65 عاماً أو أكثر. وبلغ متوسط حجم الأسرة المعيشية 2.80، أما متوسط حجم العائلات فبلغ 3.40.
بلغ العمر الوسطي للسكان 31.7 عاماً. وكانت نسبة 25.5% من القاطنين تحت سن الثامنة عشر، وكانت نسبة 11.5% بين الثامنة عشر والرابعة والعشرين عاماً، ونسبة 33.9% كانت واقعةً في الفئة العمرية ما بين الخامسة والعشرين والرابعة والأربعين عاماً، ونسبة 19.2% كانت ما بين الخامسة والأربعين والرابعة والستين، ونسبة 8.6% كانت ضمن فئة الخامسة والستين عاماً فما فوق. يوجد لكل 100 أنثى 92.6 ذكر، ويوجد لكل 100 أنثى في الثامنة عشر من عمرها فما فوق 88.5 ذكر.
بلغ متوسط دخل الأسرة في المنطقة السكنية 40,177 دولارًا، أما متوسط دخل العائلة فبلغ 45,861 دولارًا. وكان متوسط دخل الذكور 29,048 دولارًا مقابل 27,936 دولارًا للإناث. وسجل دخل الفرد الخاص بالمنطقة السكنية 18,171 دولارًا. وكانت نسبة 9.6% من العائلات ونسبة 11.2% من السكان تحت خط الفقر، وكان من هؤلاء نسبة 14.2% تحت سن الثامنة عشر ونسبة 10.5% في الخامسة والستين من العمر وما فوق.

### تعداد عام 2010
بلغ عدد سكان شيلوم 33,513 نسمة بحسب تعداد عام 2010، وبلغ عدد الأسر 10,747 أسرة وعدد العائلات 6,986 عائلة مقيمة في المنطقة السكنية. في حين سجلت الكثافة السكانية 3,804 نسمة لكل كيلومتر مربع (9,852.3/ميل2). وبلغ عدد الوحدات السكنية 11,452 وحدة بمتوسط كثافة قدره 1,299.9 لكل كيلومتر مربع (3,366.7/ميل2).
وتوزع التركيب العرقي للمنطقة السكنية بنسبة 13.52% من البيض و51.69% من الأمريكيين الأفارقة و0.96% من الأمريكيين الأصليين و2.35% من الأمريكيين ذوي الأصول الآسيوية و0.13% من سكان جزر المحيط الهادئ و27.10% من الأعراق الأخرى و4.25% من عرقين مختلطين أو أكثر و42.07% من الهسبانيون أو اللاتينيون من أي عرق.
بلغ عدد الأسر 10,747 أسرة كانت نسبة 38.4% منها لديها أطفال تحت سن الثامنة عشر تعيش معهم، وبلغت نسبة الأزواج القاطنين مع بعضهم البعض 35.7% من أصل المجموع الكلي للأسر، ونسبة 19.9% من الأسر كان لديها معيلات من الإناث دون وجود شريك، بينما كانت نسبة 9.5% من الأسر لديها معيلون من الذكور دون وجود شريكة وكانت نسبة 35% من غير العائلات. تألفت نسبة 25.2% من أصل جميع الأسر من عدة أفراد يعيشون في نفس المنزل ونسبة 7.8% كانت تتألف من شخص يعيش بمفرده يبلغ من العمر 65 عاماً أو أكثر. وبلغ متوسط حجم الأسرة المعيشية 3.07، أما متوسط حجم العائلات فبلغ 3.57.
بلغ العمر الوسطي للسكان 32.2 عاماً. وكانت نسبة 23.6% من القاطنين تحت سن الثامنة عشر، وكانت نسبة 11.6% بين الثامنة عشر والرابعة والعشرين عاماً، ونسبة 34.2% كانت واقعةً في الفئة العمرية ما بين الخامسة والعشرين والرابعة والأربعين عاماً، ونسبة 21.4% كانت ما بين الخامسة والأربعين والرابعة والستين، ونسبة 9.3% كانت ضمن فئة الخامسة والستين عاماً فما فوق. وتوزع التركيب الجنسي للسكان بنسبة 50% ذكور و50% إناث.